# Илич, Драгутин
Драгу́тин И́лич (серб. Драгутин Ј. Илић, также Илијћ; 2 февраля (по другим данным, 14 февраля) 1858, Белград — 1 марта 1926, там же) — сербский писатель, поэт, драматург, переводчик, журналист, юрист, политик. Родился в семье с давними литературными традициями, сын драматурга и поэта Йована Илича, брат поэта Воислава Илича. В своём творчестве постоянно придерживаясь народных идеалов, склонялся к литературному романтизму. В общественной деятельности придерживался славянофильских и пророссийских позиций, выступал против сближения Сербии с Австро-Венгрией. 

## Биография
Происходил из известной литературной семьи из Белграда. Так, его отец Йован Илич был известным в Сербии драматургом, поэтом, юристом и политиком, а из семерых детей ещё трое, кроме Драгутина, стали литераторами: Милутин Илич — поэтом и драматургом, Воислав Илич — крупным поэтом, критиком и публицистом, а  Жарко Илич — критиком, писателем и переводчиком Уильяма Шекспира. В литературоведении вторая половина XIX столетия в Сербии характеризуется как «золотой век литературы». В этот период в литературу пришли многие молодые писатели, которые искали помощи и совета у более зрелых своих собратьев. По выражению писателя Бранислава Нушича, для него такая поддержка была получена из дома Иличей, в котором «начинали свой путь многие литературные дарования…» Нушич с благодарностью вспоминал «поэтический дом Илича», который по своему значению превосходил недолговечные попытки основать какое-либо значимое белградское литературное общество:
Через этот дом, двери которого были открыты и днём и ночью, прошло несколько поколений; на пороге его встречались старая, уже умирающая, романтическая литература и новая, сменяющая её, реалистическая; одним словом, через этот дом прошла вся наша литература 70–80-х годов, начиная от Матие Бана, Любы Ненадовича, Чеды Миятовича, Джорджа Малетича и Йована Дорджевича .
Драгутин начал заниматься литературой ещё в гимназии, писал в литературные журналы («Клён» (серб. Јавор) и «Родина» (серб. Отаџбина)). Решился серьёзно взяться за литературу под влиянием произведений великих русских писателей: И. С. Тургенева, А. С. Пушкина, Н. В. Гоголя, В. А. Жуковского. В 1881 получил в Белграде высшее юридическое образование, стал доктором наук. Продолжал москвофильские и славянофильские традиции семьи, чей дом называли «русским клубом» (в годы сербско-турецкой войны (1876—1877) здесь размещался штаб русских добровольцев). Драгутин и Воислав изучали русский язык, страстно увлекались русской культурой.
Наибольший интерес проявил к написанию поэзии и пьес (чаще всего в стихах). В марте 1881 года белградский Народный театр поставил его трагедию «Вукашин» (1878). До 1906 года на этой же сцене было исполнено около десяти его драматических произведений. Отличился он и в написании острых политических статей в белградской газете «Дневни лист», где критиковал про-австрийскую политику первого короля Сербии Милана Обреновича (1882—1889) из рода.  По политическим причинам вынужден был бежать в Румынию, некоторое время работал там официантом и торговым помощником. Не сумев создать в Бухаресте сербско-болгарскую политическую газету «Славия», переехал в Загреб, чтобы работать в газете «Сербобран», а в 1889 вернулся в Сербию, где был амнистирован, но уже не смог там найти работу на государственной службе. В том же году посетил Российскую империю, откуда привёз «Кобзарь» Тараса Шевченко. 
После того, как супружеский раскол между сербским королём и королевой Натальей Обренович стал достоянием общественности, Илич, как её страстный поклонник, перешёл на сторону королевы, став надолго её доверенным лицом — секретарём и советником. В 1890 году основал патриотическую лигу «Большая Сербия», которая выражала сербские национальные интересы до 1893 года, издавая одноимённый общественный журнал. В качестве лидера лиги был организатором масштабных демонстраций молодёжи и жителей Белграда, которые стремились противодействовать изгнанию королевы из страны. В 1923 году был напечатан «Роман королевы Натальи», в котором описал эти бурные события. Вскоре после этого он эмигрировал во второй раз, на этот раз в Сремски-Карловцы, что в Воеводине. Писал для журналов «Бранково круг», «Босанска вилы», «Зора», «Нада», «Застава» и в «Летопись Матица сербской». В конце XIX века некоторое время перебрался в Черногорию, где находился в окружении князя Николы I Петровича. С 1901 года выпускал в Бухаресте газету «Православный Восток», которая выходила на русском и французском языках, которая была предназначена для информирования российской аудитории о политике России на Балканах. Газету вскоре запретили, а Илич вернулся в Сербию, где снова занялся литературным творчеством. 
Значительное падение его активного участия в сербских литературных процессах и снижение интереса к его творчеству, во многом объясняется тем, что Йован Скерлич не включил его в свою «Историю новой сербской литературы», что, видимо, было вызвано тем, что историк литературы не был лично с ним знаком. Под конец жизни Илич полностью отошёл от литературы, ведя бурный образ жизни и пренебрегая группой, сплочённой вокруг «Сербской литературной газеты», что ещё больше повлияло на его раннее литературное забвение. Во время Первой мировой войны уехал в Россию, где пропагандировал борьбу Сербии, а в Одессе принимал участие в консолидации югославских добровольцев. После окончания Первой мировой войны стал библиотекарем Народного собрания. Уже практически забытый в литературных кругах умер в 1926 году.

## Творчество
Писал стихи, романы, рассказы, путевые записки и пьесы. В своём творчестве постоянно придерживаясь народных идеалов, склонялся к литературному романтизму. Так, Милена Николич отмечала, что Илич: «последний представитель литературного поколения, продолжавшего традиции сербского романтизма». Поскольку был очень хорошим знатоком театра, то писал статьи и рецензии на отдельные спектакли и по театральной тематике в целом. Написал 13 драматических произведений, чаще всего с мотивами скоротечности и трагичности, видимо возникшие вследствие его недовольство окружением, а также самим собой. Его герои в основном борются с общественной средой, в которой они находятся в разладе. Среди наиболее заметных сочинений для театра можно назвать: «Королева Яквинта» (1883), «За веру и правду» (1890), «Прибислав и Божана» (1897), библейская драма «Саул» (издана в 1903 году), аллегория «Видение Караджорджу» (1903), автор либретто оперы «Женитьба Милоша Обилича».
Важную часть в его литературном наследии занимают переводы, в частности, российских, других славянских писателей. Был знаком с современной ему украинской литературой. Перевёл на сербохорватский язык поэму Шевченко «Иван Подкова» (1890) и стихотворение «К Основьяненко».